# Emiliano Donadello
Emiliano Donadello, né le 19 avril 1983 à Vicence, est un coureur cycliste italien. 

## Palmarès
- 2002
  - 3e de la Coppa 1° Maggio
- 2003
  - 2e du Trofeo Opel Vighini
  - 3e du Trophée Lampre
- 2004
  - Mémorial Samogizio
  - 3e du Mémorial Vincenzo Mantovani
- 2005
  - Alta Padovana Tour
  - Gran Premio San Bernardino
  - Trofeo Comune di Piadena
  - Gran Premio Fiera del Riso
  - 100 Km. di Nuvolato
  - 3e du Circuito di Sant'Urbano
- 2006
  - Coppa Comune di Piubega
  - Alta Padovana Tour
  - Gran Premio Comune di Castenedolo
  - Gran Premio Berco
  - 10e étape du Baby Giro
  - Grand Premio Città di Guastalla
  - Mémorial Vincenzo Mantovani
  - 100 Km. di Nuvolato
  - Coppa Città di Bozzolo
  - Coppa San Vito
  - 2e du Circuito del Termen
- 2007
  - 6e étape du Tour du Venezuela

## Classements mondiaux
| Année            | 2005 | 2006 | 2007 | 2008 | 2009 |
| ---------------- | ---- | ---- | ---- | ---- | ---- |
| UCI Asia Tour    |      |      |      | 98e  | 172e |
| UCI America Tour |      |      | 254e |      | 349e |
| UCI Europe Tour  | 793e | 968e | 712e | 711e |      |